# هواس (اسم)
هواس هو اسم علم مذكر من أصل عربي، ومعناه هو الأسد الهصور الذي يطوف ليلًا الشبق الشديد الشهوة إلى الطعام الشجاع المقدام.

## وصلات خارجية
- موسوعة السلطان قابوس لأسماء العرب